# Moraea spathulata
Moraea spathulata là một loài thực vật có hoa trong họ Diên vĩ. Loài này được (L.f.) Klatt miêu tả khoa học đầu tiên năm 1894.